# جانیس کوبلر
جانیس کوبلر (انگلیسی: Jannis Kübler؛ زادهٔ ۲۵ مهٔ ۱۹۹۹) بازیکن فوتبال اهل آلمان است.
وی همچنین در تیم‌های ملی فوتبال جوانان آلمان، Germany national under-16 football team، جوانان آلمان، و جوانان آلمان بازی کرده‌است.